# علاء الدين بهمن شاه
علاء الدين حسن بهمن شاه (3 آب / أغسطس 1347 - 11 شباط / فبراير 1358)، واسمه الأصلي ظفر خان، كان مؤسس سلطنة بهماني الشيعية. 
كان اسمه الأصلي ظفر خان يحمل لقب «علاء الدين بهمان شاه سلطان - مؤسس سلالة بهماني» وعاصمته في كلبركة (حسن آباد) وتم سك جميع عملاته المعدنية في حسن آباد. 

## الأصل والحياة المبكرة
ظفر خان كان من النبلاء التركيين في خدمة محمد بن تغلق. أصله غير معروف.   ومع ذلك، هناك أسطورة شعبية عنه رواها الشاعر فيريشته من القرن السابع عشر، والتي تقول إنه كان خادمًا لأحد منجمي البراهمة يدعى جانجو (جانجادهار شاستري وابالي) من دلهي وكان هو نفسه يدعى حسن جانجو. لم يجد المؤرخون أي دعم للأسطورة.   
بدأ ظفر خان مسيرته كخدمة عامة في عهد السلطان محمد بن تغلق. لقد كان حاكما. في عام 1347 أصبح قائدًا للجيش في دولت أباد. في 3 أغسطس 1347 ناصر الدين إسماعيل شاه (إسماعيل موك، الذي وضعه أمراء دكن المتمردين على عرش دولت آباد في عام 1345) تنازل لصالحه وأنشأ مملكة باهماني ومقرها في حسن آباد (جولبارجا).بعد تأسيس مملكته، سلم مملكته لابنه البكر. 

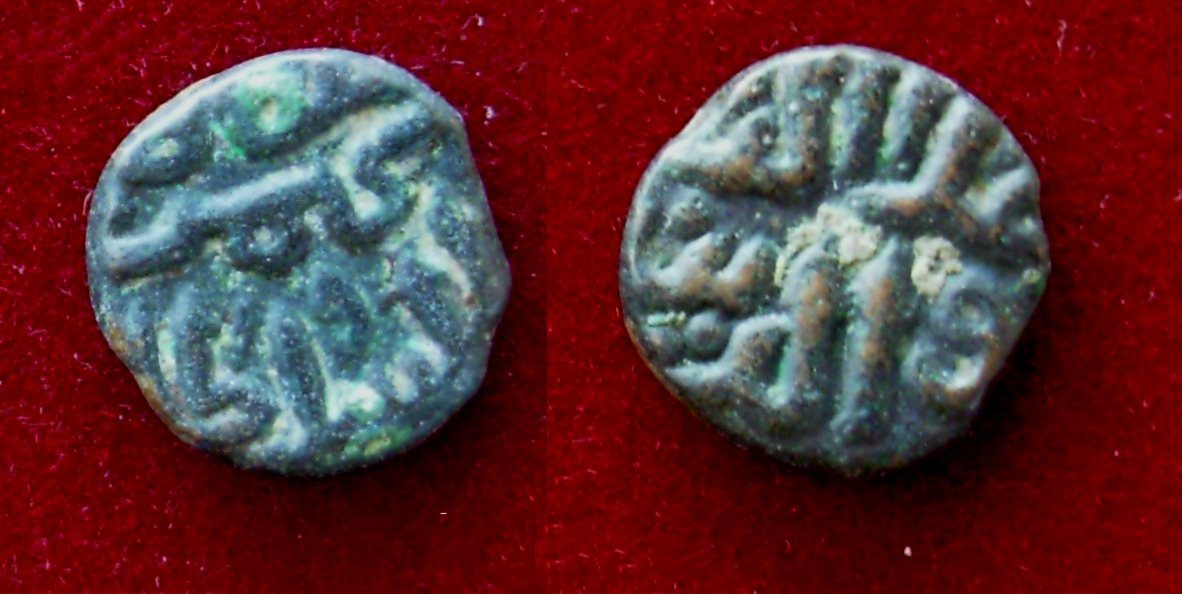
عملة علاء الدين بهمن شاه

## حكم
عند تأسيس مملكة مستقلة، حصل ظفر خان على لقب أبو المظفر علاء الدين بهمن شاه.   ومنح إسماعيل موك أرض إقطاعية jagir بالقرب من جامكاندي ومنحه في وقت لاحق أعلى لقب مملكته، أمير الأمراء. لكن نارايانا (زعيم هندوسي محلي) نجح في تحويل إسماعيل ضد بهمن شاه لفترة قصيرة قبل أن يسمم إسماعيل. 
قاد بهمن شاه حملته الأولى ضد ورنجل في عام 1350 وأجبر حاكمها كابايا ناياكا على التنازل عن حصن كاولاس. تم تقسيم مملكته إلى أربع محافظات وعين حاكمًا لكل محافظة.  خلال فترة حكمه، خاض حسن العديد من الحروب مع إمبراطورية فيجاياناغارا. وبحلول وقت وفاته المملكة تمتد من نهر وينجانجا شمالاً إلى نهر كريشنا جنوباً ومن مدينة بونجير شرقاً إلى مدينة دولت آباد غرباً 
خلفه ابنه محمد شاه الأول بعد وفاته عام 1358. 